# مدافع سال سری آ
مدافع سال سری آ (به ایتالیایی: Migliore difensore) جایزهٔ سالانهٔ سازمان یافته توسط انجمن فوتبال ایتالیا (AIC) به مدافع فوتبالی که بهترین عملکرد را نسبت به فصل گذشته داشته باشد، اهدا می‌شود.

## برندگان
| سال  | بازیکن                      | باشگاه              |
| ---- | --------------------------- | ------------------- |
| ۲۰۰۰ | الساندرو نستا               | لاتزیو              |
| ۲۰۰۱ | الساندرو نستا               | لاتزیو              |
| ۲۰۰۲ | الساندرو نستا               | لاتزیو              |
| ۲۰۰۳ | الساندرو نستا               | آ.ث. میلان          |
| ۲۰۰۴ | پائولو مالدینی              | آ.ث. میلان          |
| ۲۰۰۵ | فابیو کاناوارو              | یوونتوس             |
| ۲۰۰۶ | فابیو کاناوارو              | یوونتوس             |
| ۲۰۰۷ | مارکو ماتراتسی              | اینتر میلان         |
| ۲۰۰۸ | جورجیو کیه‌لینی              | یوونتوس             |
| ۲۰۰۹ | جورجیو کیه‌لینی              | یوونتوس             |
| ۲۰۱۰ | جورجیو کیه‌لینی والتر ساموئل | یوونتوس اینتر میلان |

## باشگاهی
| باشگاه      | بازیکنان | مجموع |
| ----------- | -------- | ----- |
| یوونتوس     | ۲        | ۴     |
| لاتزیو      | ۱        | ۳     |
| آ.ث. میلان  | ۲        | ۲     |
| اینتر میلان | ۲        | ۲     |